# Старая Сура (приток Суры)
Старая Сура — это одна из основных речных зон отдыха в городе Пензе. В районе Старой Суры соединяются 3 больших субрайона города — район фабрики «Маяк», ул. Ангарская и район ГПЗ-24, относящихся к Железнодорожному району. Расположена она в юго-восточной части города на окраине Пензы (в 8 км от г. Заречный).

## Появление
До апреля 1943 года река Пенза впадала в реку Суру на 4,5 км севернее современного устья. В апреле 1943 года река Сура прорвала Куриловскую плотину и стала протекать в Пензе по бывшему руслу реки Пензы, а в бывшем русле Суры сохранилась группа водоёмов, которые теперь называют Старой Сурой.